# Antonella Ruggiero
Antonella Ruggiero, née le 15 novembre 1952 à Gênes, est une chanteuse italienne.

## Biographie
Antonella Ruggiero a été la chanteuse du groupe Matia Bazar qui connut le succès avec le titre Solo tu en 1977 puis Ti sento en 1986. Elle quitte le groupe en 1989 et poursuit ensuite une carrière solo. Après sept années d'absence, elle sort son premier album solo Libera.
Artiste avec un répertoire hétérogène, Antonella Ruggiero se distingue par son étendue vocale élevée, qui lui permet de passer du registre pop au lyrique de soprano léger, parfois en passant par la musique sacrée, jazz, musique populaire, tango, musique chorale, musique classique et contemporaine.

## Discographie
- Libera (1996)
- Registrazioni moderne (1998)
- Sospesa (1999)
- Luna crescente (2001)
- Antonella Ruggiero (2003)
- Sacrarmonia Live - Il Viaggio (2004, also DVD)
- Big Band! (2005)
- L'abitudine della luce (2006)
- Stralunato Recital (2006, live)
- Souvenir d'Italie (2007)
- Genova, La Superba (2007)
- Pomodoro Genetico (2008, also DVD)
- Cjanta Vilotis (2009, also DVD)
- Ti Sento (2009 - En Featuring avec le groupe Scooter)
- Contemporanea tango (2010, live)
- I regali di natale (2010)
- Il meglio di Antonella Ruggiero (2012)
- L'impossibile è certo (2014)
- Cattedrali (2015)
- Requiem Elettronico (avec ConiglioViola) (2015)
- La vita imprevedibile delle canzoni (2016)